# Црква Светог Архангела Михаила у Зрењанину
Црква Светог Архангела Михаила, позната и као Руска црква у Зрењанину, подигнута је 1922. године, ангажовањем и радом руских емиграната који су избегли из Русије, после Октобарске револуције, 1919. године.
Прва богослужења, пошто није било другог простора, одржана су у „Kригеровој кафани”. Ту је суботом увече постављан иконостас за недељну свету литургију.
Пошто су се обреди обављали у неадекватним и тешким условима руска колонија је 1922. године затражила од градских власти просторију за богомољу. Добили су подрум бивше тамнице „Мункач”, која се налазила на истом плацу као и Жупанијска палата, данас Градска кућа и унутар комплекса Жупанијског парка. Улаз у храм је из улице Мирослава Тирше и некадашње старе пијаце.
Све је у овој цркви урађено рукама припадника руске заједнице, који су радом својих чланова преуредили и створили себи богослужбени простор. Земљани под столари су прекрили даскама, направили врата, прозоре и конструкцију за иконостас. Шест великих икона на иконостасу насликао је Шеломунов, полијелеј је израдио Шереметински. Тајну вечеру насликао је генерал Сергеј Шестаков. 
Kада се Руска колонија растурила 1950. године, богослужења су обављали прота Милош Поповић и Стеван Нинчић. Последње руско појање чуло се 1970. године. Због малог броја Руса, Руска црква је 1973. године, по налогу патријарха српског, припојена женском манастиру Свете Меланије у Зрењанину.
Након проглашења ове цркве парохијском, 1993. године, почели су обимни радови на њеној обнови и реконструкцији. Дограђен је црквени торањ са куполом, а јула 1997. године, на куполу је постављен и позлаћени крст. Овако обновљена, Руска црква је умногоме променила и улепшала изглед овог дела центра Зрењанина.